# Релігія під час російсько-української війни
Значну увагу привернули роль релігії у російському вторгненні в Україну в 2022 році, а також вплив, який це вторгнення мало на релігію. Пітер Мандавіл з Інституту миру Сполучених Штатів заявив, що «конфлікт в Україні — це не лише питання жахливого насильства, а й конфлікт із глибоко вкоріненим релігійним значенням».

## Східне православ'я

### Православна церква Росії
Багато коментаторів звернули увагу на підтримку патріарха Московського Кирила, глави Російської православної церкви, російського вторгнення в Україну в 2022 році. Під час проповіді у Прощену неділю 6 березня він заявив, що вторгнення визначить, «на якому боці Бога буде людство», сказавши, що західні уряди намагаються знищити "ДНР" та "ЛНР" за те, що вони відкидають так звані західні цінності, наприклад права ЛГБТ+.
Однак деякі священики Російської православної церкви публічно виступили проти вторгнення, декому загрожує арешт згідно з новим російським законом, який передбачає кримінальну відповідальність за дискредитацію збройних сил.
Крістіна Штокль з Університету Інсбрука заявила, що «ця війна та виправдання російського президента та глави церкви військової агресії показали, наскільки тісно пов’язані православна церква та держава в Росії». Ґеорґ Міхельс з Каліфорнійського університету в Ріверсайді стверджував, що «Російська православна церква забезпечує більшу частину символіки та ідеології, яку Путін використовував для зміцнення своєї популярності», і що ця символіка «походить від кремлівської міфологізації історичного минулого Росії». Зв’язки між Російською православною церквою та російським урядом під керівництвом Володимира Путіна змусили деяких коментаторів описати вторгнення як релігійну війну.
Деякі коментатори вказують на те, що російський християнський націоналізм відіграє певну роль у мотивах російського уряду для вторгнення. Джейсон Стенлі з Єльського університету стверджував, що вторгнення було частково вмотивовано антисемітизмом, заявивши, що Путін був «лідером російського християнського націоналізму» і «вважав себе світовим лідером християнського націоналізму, і його все більше вважають таким Християнські націоналісти в усьому світі». Марк Сілк з Трініті-коледжу стверджував, що було б перебільшенням називати вторгнення релігійною війною, але «не може бути сумніву, що за часів Путіна Російська православна церква відновила свою царську роль як зброї державної політики, «називаючи це політичною релігією російського православного націоналізму.

### Розрив з Російською православною церквою
Вторгнення в Україну та очевидна підтримка цього Російською православною церквою викликали суперечки серед східних православних церков в інших країнах світу. Вторгнення було засуджено Вселенським патріархом Вартоломієм I, патріархом Румунським Даниїлом, патріархом Олександрійським Теодором II та архиєпископом Гельсінкським і всієї Фінляндії Левом тощо.
13 березня парафія Святого Миколая Мирлікійського в Амстердамі, Нідерланди, оголосила про вихід із Російської православної церкви через підтримку вторгнення, щоб замість цього приєднатися до Вселенського Патріархату Константинополя.
17 березня архієпископ Іннокентій, глава Литовської православної церкви, оголосив, що церква «прагне до ще більшої незалежности» від Російської православної церкви, засудивши вторгнення.

## Інші християнські деномінації
Наступного дня після початку вторгнення Церква Ісуса Христа Святих Останніх Днів заявила, що «молитиметься, щоб цей збройний конфлікт швидко закінчився» і «щоб протиріччя закінчилися мирним шляхом», але прямо не посилаючись ні на Україну, ні на Росії в заяві.
Папа Римський Франциск, глава Римсько-католицької церкви, засудив вторгнення. 16 березня Папа Римський Франциск і Патріарх Кирило вперше провели відеозустріч, щоб обговорити вторгнення. Після цього вони оприлюднили спільну заяву, в якій говориться, що вони «підкреслили виняткову важливість поточного переговорного процесу, висловивши надію на якнайшвидше досягнення справедливого миру». Клер Джанграве з Служби релігійних новин стверджувала, що вторгнення «зрушило час назад у подоланні християнського розколу між Сходом і Заходом».

## Юдаїзм
Президент України Володимир Зеленський – українець єврейського походження.
Haaretz повідомляв, що російський уряд тиснув на російські єврейські установи, щоб вони висловилися на користь вторгнення, включно з погрозами помсти, якщо ці установи цього не зробили. Деяким діячам єврейської російської опозиції, зокрема Олексію Венедиктову, погрожували антисемітизмом через їхню опозицію до війни.
Юлія Ґріс, єдина жінка-рабин в Україні, була змушена покинути Україну як біженка через вторгнення. Щонайменше 5000 українців-євреїв стали біженцями в Молдові через вторгнення.

## Іслам
Іслам є помітною релігійною меншиною в Росії, і деякі мусульмани в цій країні надали теологічні виправдання для підтримки вторгнення в Україну. Магомед Хітанєв, мусульманський воєначальник, назвав російське вторгнення «священним джихадом» і сказав: «Ми на боці Бога! Ми захищаємо божественні закони. Ми захищаємо свою віру. Ми питаємо: «Ой, українці, чому ви дозволили гей-паради в Києві, Харкові та Одесі?» Хітанєв також неправдиво звинуватив Папу Франциска, який виступає проти вторгнення, в офіційному схваленні одностатевих шлюбів і зміни статі, і заявив, що «Римський Папа офіційно відкрив храм Сатани». Захід за участю Хитанева і Володимира Соловйова широко транслювалося на російському державному телебаченні.

## Інші релігії
Нинішній Далай-лама XIV висловив «занепокоєння» через кровопролиття в Україні, сказавши, що «війна триває довго», і закликав до швидкого повернення до миру.